# Избори за одборнике Скупштине Београда 1926.

## Пред изборе
Пред изборе, градски одбор Радикала поделио се и на изборе изашао на две листе: Листа Радикала под вођством Ђоке Карајовановића, и Листа радикалних дисидената под вођством Милоша Бобића. Ово је у многоме утицало на коначан резултат и освајање највећег броја гласова од стране радикалских идеолошких супарника Демократа.

## Изборна кампања
Плаката није било превише по граду, и били су културно исписани. Демократе су штампале плакате посвећене женама, али и плакате који позивају Јевреје на гласање, називајући их великим културним фактором, који би допринео и београдској култури гласајући за Демократе. У сиромашнијим квартовима, Демократе су лепиле плакате упућене радницима, у центру упућене кирајџијама и кућевласницима, као и плакате који упоређују рад Демократа и Радикала. И радикалски плакати били су помирљивог тона према Демократама. Међутим, њихов тон био је оштрији према радикалским дисидентима, на чијем челу је био Милош Бобић. Углавном се радило о плакатима на којима лик Николе Пашића дисквалифијује листу Милоша Бобића. С друге стране, и Бобићева листа украсила је своје плакате ликом Николе Пашића, али на њиховим плакатима Пашић изјављује да подржава Милоша Бобића.

## Ток избора
Избори у Београду текли су мирно и није било већих скупова. Пред гласачким местима стајали су жандарми с белим рукавицама који нису допуштали било каква окупљања. Новински извештају указују да су жандарми били изузетно учтиви и љубазни, али одлучни у намери да не допусте окупљања. Овакав начин гласања новине Време описале су као чиновнички или бирократски – грађани су само улазили, гласали и одлазили. Мирном расположењу у граду допринело је и то што је за време трајања избора било забрањено точење пића у кафанама.
Страначки букачи нису правили проблеме по улицама је су им партије на расположење дале аутомобиле, које су користили како би довозили гласаче на биралишта.
Због заваде две радикалске групе, све остале изборне листе рачунале су на успех. Многи су се надали да ће гневни радикалски гласачи због ове заваде гласати за неку трећу листу.
Штаб листе Милоша Бобића био је у ресторану Загреб, док су се Радикали сместили у кафани Париз. Кад су се сазнали коначни резултати, у Паризу дошло је до великог огорчења; не толико због победе Демократа, већ због поделе међу самим Радикалима у две колоне што је довело до изборног неуспеха. Штаб Демократа био је у Клериџу, где је владало велико одушевљење изборним резултатима.

## Резултати
Демократска листа на челу с Костом Команудијем освојила је највећи број гласова. Према томе, Демократе су добиле читаву општинску управу и 30 одборника у Скупштини Београда. Осталих 15 одборника отпало је на остале листе, сразмерно броју гласова које су освојиле.
| Поредак | Изборна листа                      | Број гласова | %       | Број мандата |
| ------- | ---------------------------------- | ------------ | ------- | ------------ |
| 1.      | Демократска странка                | 6.578        | 39,47 % | 30           |
| 2.      | Народна радикална странка          | 6.226        | 37,36 % | 9            |
| 3.      | Радикални дисиденти                | 2.527        | 15,16 % | 4            |
| 4.      | Независни радници                  | 774          | 4,64 %  | 1            |
| 5.      | Самостална демократска странка     | 718          | 4,64 %  | 1            |
| 6.      | Социјалистичка партија Југославије | 348          | 2,08 %  | /            |

Након објављених резултата, новоизабрани председник београдске општине Коста Кумануди изјавио је:
Добили смо општину помоћу независних и слободних гласача. То показује да је Београд демократски и улазећи у општину ми мислимо да радимо демократски и у интересу целог Београда.

## Шестојануарска диктатура
Управа Београдске општине под руководством Косте Команудија трајала је све до 18. фебруара 1929, када је због проглашења Шестојануарске диктатуре морала да преда дужност новој управи. Нова управа постављена је краљевим указом од 14. фебруара, а на место председника Београдске општине постављен је Милош Савчић.
Законима о изменама и допунама Закона о општинама из 1929. године, укинуто је народно гласање за избор председника Општине, и заведен нови начин постављања истих путем краљевог указа.